# Lily Madigan
Pour les articles homonymes, voir Madigan.
Lily Madigan, née le 16 janvier 1998, est une femme politique, membre du Parti travailliste au Royaume-Uni. Elle est la première femme trans à tenir le titre de Women's Officer, ayant été élue en novembre 2017 pour le Parti travailliste dans la circonscription de Rochester and Strood,,,.

## Biographie
Lily Madigan tente d'intégrer le Jo Cox Women in Leadership Programme, sans succès. À la suite de cela, elle fait l’objet de cinq articles dans The Times et devient la cible de harcèlement en ligne à la suite de l'incident. Malgré son acceptation de la critique, elle se voit comme politiquement novice, ayant rejoint le parti travailliste seulement en juin 2017. Néanmoins, 55 membres du programme lui apportent leur soutien.
Son élection au poste de Women's Officer ouvre une controverse au sein du Parti travailliste dont certains membres se demandent si « une femme transgenre [devrait] être autorisée à occuper ce titre » mais elle reçoit le soutien de l'ancien chef travailliste Ed Miliband ainsi que de Jeremy Corbyn,. Une plainte déposée par Madigan, accusant Anne Ruzylo de transphobie est abandonnée, mais elle conduit Ruzylo à démissionner,,,.
En 2016, Lily Madigan engage un procès contre son école, la St Simon Stock Catholic School, après que l'école lui a fait porter un uniforme masculin, utilisant son ancien nom et l'empêchant d'accéder aux toilettes femmes,,. Après avoir obtenu l'aide d'un avocat à Londres, son école finit par accepter ses demandes et lui présente des excuses. Elle obtient également le soutien de ses camarades d'école dans son combat contre l'administration.
Lily Madigan entre à l'Université des arts créatifs où elle ouvre le groupe de libération LGBTQ+ ainsi que le groupe de libération des femmes et devient également Officière exécutive du campus. L'union des étudiants émet une déclaration déclarant être derrière Madigan. En 2018, Madigan est répertoriée comme l'une « 21 Under 21 » de Teen Vogue.
Elle souhaite devenir la première députée britannique transgenre car elle trouve la communauté transgenre sous-représentée en politique, et que les jeunes ont besoin de modèles pour se lancer,.